# Yeah 3x
Yeah 3x was een single van het vierde studioalbum van de Amerikaanse zanger Chris Brown, F.A.M.E.. De single behaalde in Nieuw-Zeeland platina en in Australië zelfs 4 maal. In Nieuw-Zeeland behaalde de single de top van de hitlijst.

## Hitnoteringen

### Nederlandse Top 40
| Hitnotering: 19-02-2011 t/m 21-05-2011 | Hitnotering: 19-02-2011 t/m 21-05-2011 | Hitnotering: 19-02-2011 t/m 21-05-2011 | Hitnotering: 19-02-2011 t/m 21-05-2011 | Hitnotering: 19-02-2011 t/m 21-05-2011 | Hitnotering: 19-02-2011 t/m 21-05-2011 | Hitnotering: 19-02-2011 t/m 21-05-2011 | Hitnotering: 19-02-2011 t/m 21-05-2011 | Hitnotering: 19-02-2011 t/m 21-05-2011 | Hitnotering: 19-02-2011 t/m 21-05-2011 | Hitnotering: 19-02-2011 t/m 21-05-2011 | Hitnotering: 19-02-2011 t/m 21-05-2011 | Hitnotering: 19-02-2011 t/m 21-05-2011 | Hitnotering: 19-02-2011 t/m 21-05-2011 | Hitnotering: 19-02-2011 t/m 21-05-2011 | Hitnotering: 19-02-2011 t/m 21-05-2011 |
| Week:                                  | 1                                      | 2                                      | 3                                      | 4                                      | 5                                      | 6                                      | 7                                      | 8                                      | 9                                      | 10                                     | 11                                     | 12                                     | 13                                     | 14                                     |                                        |
| -------------------------------------- | -------------------------------------- | -------------------------------------- | -------------------------------------- | -------------------------------------- | -------------------------------------- | -------------------------------------- | -------------------------------------- | -------------------------------------- | -------------------------------------- | -------------------------------------- | -------------------------------------- | -------------------------------------- | -------------------------------------- | -------------------------------------- | -------------------------------------- |
| Positie:                               | 33                                     | 27                                     | 19                                     | 19                                     | 16                                     | 14                                     | 14                                     | 10                                     | 17                                     | 20                                     | 25                                     | 28                                     | 28                                     | 39                                     | uit                                    |

### NederlandseSingle Top 100
| Hitnotering: 22-01-2011 t/m 30-07-2011 | Hitnotering: 22-01-2011 t/m 30-07-2011 | Hitnotering: 22-01-2011 t/m 30-07-2011 | Hitnotering: 22-01-2011 t/m 30-07-2011 | Hitnotering: 22-01-2011 t/m 30-07-2011 | Hitnotering: 22-01-2011 t/m 30-07-2011 | Hitnotering: 22-01-2011 t/m 30-07-2011 | Hitnotering: 22-01-2011 t/m 30-07-2011 | Hitnotering: 22-01-2011 t/m 30-07-2011 | Hitnotering: 22-01-2011 t/m 30-07-2011 | Hitnotering: 22-01-2011 t/m 30-07-2011 | Hitnotering: 22-01-2011 t/m 30-07-2011 | Hitnotering: 22-01-2011 t/m 30-07-2011 | Hitnotering: 22-01-2011 t/m 30-07-2011 | Hitnotering: 22-01-2011 t/m 30-07-2011 | Hitnotering: 22-01-2011 t/m 30-07-2011 |
| Week:                                  | 1                                      | 2                                      | 3                                      | 4                                      | 5                                      | 6                                      | 7                                      | 8                                      | 9                                      | 10                                     | 11                                     | 12                                     | 13                                     | 14                                     | 15                                     |
| -------------------------------------- | -------------------------------------- | -------------------------------------- | -------------------------------------- | -------------------------------------- | -------------------------------------- | -------------------------------------- | -------------------------------------- | -------------------------------------- | -------------------------------------- | -------------------------------------- | -------------------------------------- | -------------------------------------- | -------------------------------------- | -------------------------------------- | -------------------------------------- |
| Positie:                               | 63                                     | 59                                     | 49                                     | 42                                     | 26                                     | 27                                     | 27                                     | 32                                     | 34                                     | 22                                     | 29                                     | 29                                     | 28                                     | 30                                     | 22                                     |
| Week:                                  | 16                                     | 17                                     | 18                                     | 19                                     | 20                                     | 21                                     | 22                                     | 23                                     | 24                                     | 25                                     | 26                                     | 27                                     | 28                                     |                                        |                                        |
| Positie:                               | 30                                     | 49                                     | 49                                     | 46                                     | 41                                     | 44                                     | 49                                     | 71                                     | 61                                     | 60                                     | 57                                     | 67                                     | 76                                     | uit                                    |                                        |

### VlaamseUltratop 50
| Hitnotering: 22-01-2011 t/m 11-06-2011 | Hitnotering: 22-01-2011 t/m 11-06-2011 | Hitnotering: 22-01-2011 t/m 11-06-2011 | Hitnotering: 22-01-2011 t/m 11-06-2011 | Hitnotering: 22-01-2011 t/m 11-06-2011 | Hitnotering: 22-01-2011 t/m 11-06-2011 | Hitnotering: 22-01-2011 t/m 11-06-2011 | Hitnotering: 22-01-2011 t/m 11-06-2011 | Hitnotering: 22-01-2011 t/m 11-06-2011 | Hitnotering: 22-01-2011 t/m 11-06-2011 | Hitnotering: 22-01-2011 t/m 11-06-2011 | Hitnotering: 22-01-2011 t/m 11-06-2011 | Hitnotering: 22-01-2011 t/m 11-06-2011 | Hitnotering: 22-01-2011 t/m 11-06-2011 | Hitnotering: 22-01-2011 t/m 11-06-2011 | Hitnotering: 22-01-2011 t/m 11-06-2011 | Hitnotering: 22-01-2011 t/m 11-06-2011 | Hitnotering: 22-01-2011 t/m 11-06-2011 | Hitnotering: 22-01-2011 t/m 11-06-2011 | Hitnotering: 22-01-2011 t/m 11-06-2011 | Hitnotering: 22-01-2011 t/m 11-06-2011 | Hitnotering: 22-01-2011 t/m 11-06-2011 | Hitnotering: 22-01-2011 t/m 11-06-2011 |
| Week:                                  | 1                                      | 2                                      | 3                                      | 4                                      | 5                                      | 6                                      | 7                                      | 8                                      | 9                                      | 10                                     | 11                                     | 12                                     | 13                                     | 14                                     | 15                                     | 16                                     | 17                                     | 18                                     | 19                                     | 20                                     | 21                                     |                                        |
| -------------------------------------- | -------------------------------------- | -------------------------------------- | -------------------------------------- | -------------------------------------- | -------------------------------------- | -------------------------------------- | -------------------------------------- | -------------------------------------- | -------------------------------------- | -------------------------------------- | -------------------------------------- | -------------------------------------- | -------------------------------------- | -------------------------------------- | -------------------------------------- | -------------------------------------- | -------------------------------------- | -------------------------------------- | -------------------------------------- | -------------------------------------- | -------------------------------------- | -------------------------------------- |
| Positie:                               | 40                                     | 25                                     | 12                                     | 9                                      | 8                                      | 9                                      | 12                                     | 9                                      | 11                                     | 14                                     | 19                                     | 21                                     | 28                                     | 36                                     | 43                                     | 43                                     | 39                                     | 26                                     | 31                                     | 36                                     | 46                                     | uit                                    |